# 의눌
의눌(義訥, 1666년~1737년)은 조선의 승려이다. 성은 박씨이며, 호는 낙암(洛巖), 능허(凌虛)이다.

## 생애
1666년에 조선 경상도 일선에서 태어나 12세에 기양(基陽)의 곡대사(谷大寺)로 출가해 황악산 모운(慕雲)으로부터 구족계를 받았다.
28세에는 용문사(龍門寺)상봉(霜峰)의 법을 이어받았으며, 입적 직전에 유골을 부도에 간직하거나 영정을 안치하지 말라는 유언을 남겨 그의 제자인 유기(有璣) 등이 행장을 짓고 비는 현풍 유가사(瑜伽寺)에 세웠다.